# Yamato Okunitama-jinja, Minamiawaji

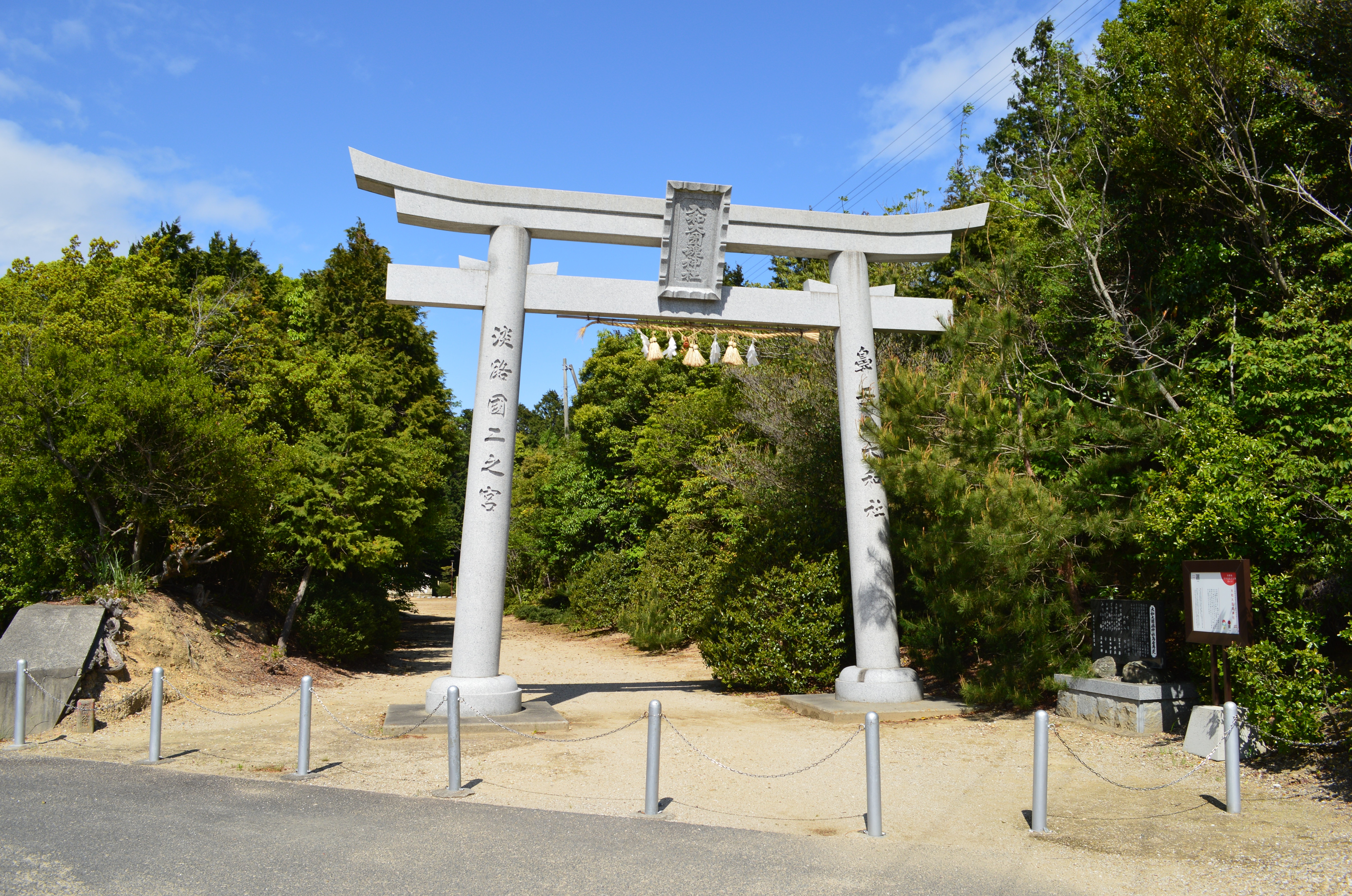
La porte torii du sanctuaire Yamato Okuninushi a été irrémédiablement endommagée en raison du grand tremblement de terre de Hanshin-Awaji, conduisant à la construction de la porte torii actuelle en décembre 1998 (Heisei 10).

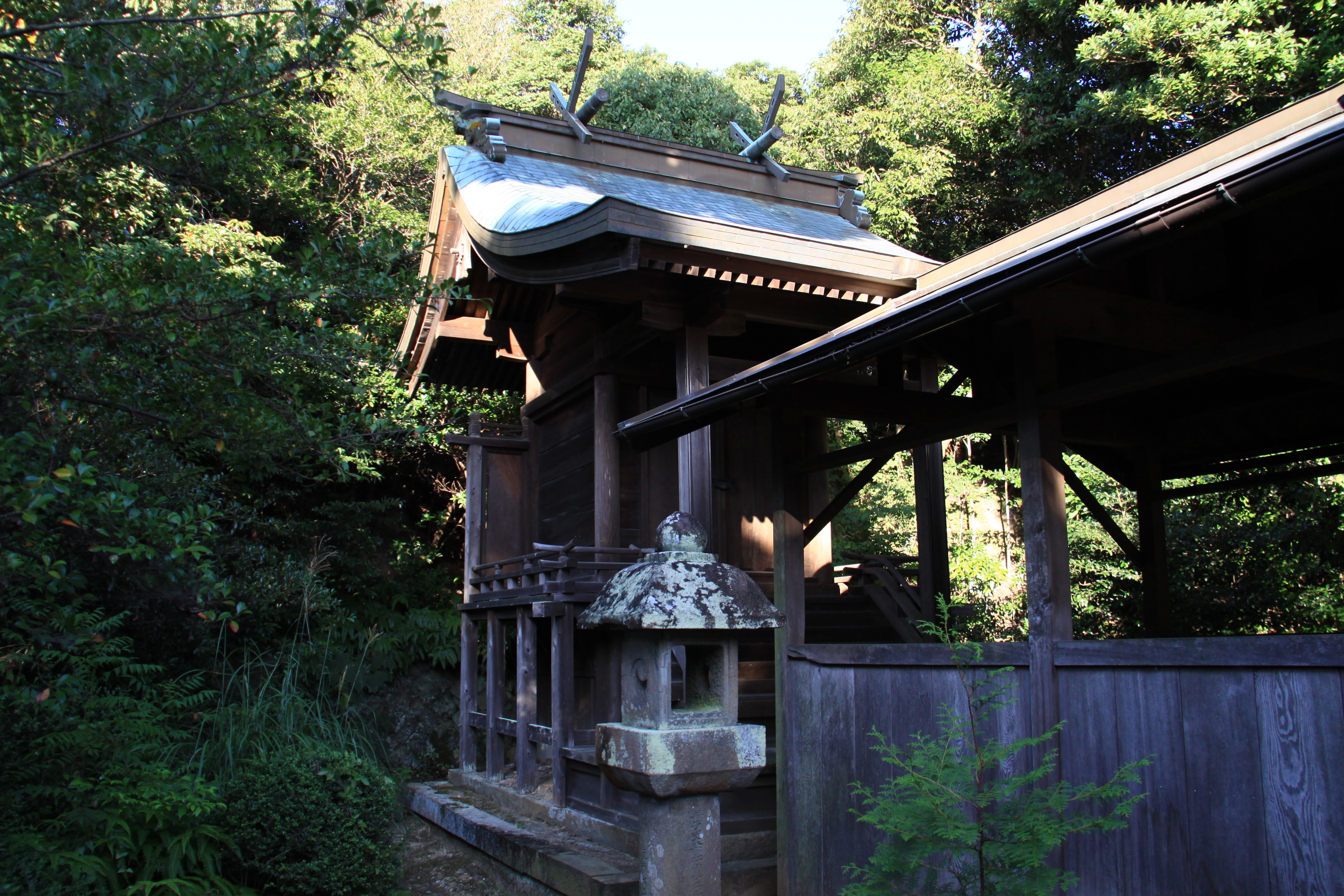
Salle principale du sanctuaire Yamato Okunitama
Selon Dieux japonais - Sanctuaires et sites sacrés - 3 Settsu, Kawachi, Izumi et Awaji, dans les temps anciens, le sanctuaire était construit face à l'ouest, en direction de la mer de Harima, mais parce que les bateliers passant en mer n'y adoraient pas, cela provoquait de fréquentes malédictions, c'est pourquoi il a été modifié pour adopter son orientation actuelle sud-sud-ouest.

Le sanctuaire Yamato Okunitama est un sanctuaire situé à Enamikamihata, Minamiawaji, préfecture de Hyogo. Il s'agit d'un sanctuaire répertorié dans l'Engishiki (Myojin Taisha) et est ninomiya ou sanctuaire classé deuxième dans la province d'Awaji et son ancien rang était celui d'un sanctuaire préfectoral.
Il est connecté au Yamato no Kuni no Miyatsuko.

## Déité
- Divinité principale : Yamato Okunitama
- Divinités associées : Yasengai-no-Mikoto, Oninoshi-no-Mikoto, Susanoo-no-Mikoto, Okuninushi-no-Mikoto, Divinité du propriétaire

D'après l'étude sur le système d'Ichinomiya, Izanagi-no-Mikoto et Izanami-no-Mikoto étaient les divinités principales vénérées dans le Ippen Shonin E et la pièce de Noh Awaji durant l'époque médiévale.
Le livre suggère qu'une telle erreur est survenue parce qu'Awaji est la terre associée au mythe de création impliquant Izanagi-no-Mikoto et Izanami-no-Mikoto, conduisant à cette association par les familles de sanctuaires, comme spéculé dans le Rapport Shikinai-sha. Il indique également que l'adoration est revenue à Yamato Okuninushi-no-Kami après la séparation du shintoïsme et du bouddhisme à l'époque de Meiji. Le Chuko Shujishi, daté d'août 1670 (Kanbun 10), a également été rédigé sur la base de la théorie selon laquelle les divinités vénérées étaient Izanagi-no-Mikoto et Izanami-no-Mikoto.

## Histoire
La date de construction de ce sanctuaire est inconnue.
D'après Dieux japonais - Sanctuaires et sites sacrés, l'expansion du pouvoir de la cour impériale de Yamato sur Awaji a mené à la dédicace du sanctuaire au dieu Yamato Okunitama. Cette consécration a été réalisée par le biais d'un bunrei, une division spirituelle, depuis le sanctuaire Oyamato Jinja, marquant ainsi une extension du pouvoir impérial
D'après l'entrée du 5 décembre 851 dans le Nihon Montoku Tennō Jitsuroku, ce sanctuaire a été désigné sanctuaire officiel par décret impérial. De plus, l'entrée du 27 janvier 859 dans le Nihon Sandai Jitsuroku rapporte que le rang divin (en) du sanctuaire a été promu du rang junior de deuxième et troisième classe au rang junior de premier rang.
En 927 (Engi 5), selon le Engishiki Jinmyocho, il fut désigné comme Shikinaisha et Myojin Taisha. De plus, dans la section Sozei du Engishiki, il a reçu de l'État 800 paquets de rations de festival (l'équivalent de 16 koku de riz). Selon le Engishiki, à cette époque, il n'y avait que trois autres sanctuaires, outre le sanctuaire Gassan-jinja de la province de Dewa, le sanctuaire Shiogama de la province de Mutsu et le sanctuaire Mishima-taisha de la province d'Izu recevaient des rations de festival directement à partir des impôts réguliers de l'État, ce qui indique que ce sanctuaire recevait un traitement spécial de la part de l'État.
Ce sanctuaire est connu comme le deuxième sanctuaire de la province d'Awaji, mais selon Recherche fondamentale sur le système Ichinomiya dans diverses provinces du Moyen Âge, la première mention de ceci se trouvait dans l'Ordre des taxes annuelles des sanctuaires daté de juin 1165 (la première année de l'ère Eiman), qui disait : « Le deuxième sanctuaire de la province d'Awaji (50 paniers de charbon de bois et 100 fagots de bois de chauffage). » Le livre cite également les documents Gokokuji, y compris l'Awaji Kokushicho Sensho daté d'avril 1205 (la 2e année de l'ère Genkyu), qui déclare : « Il fut ordonné de recueillir rapidement des informations sur le premier et le deuxième palais Hokke et les festivals Sakura, ainsi que 10 cho de rizières Bugaku et de zones sauvages. Cela suggère que le gouvernement provincial était responsable des festivals de ce sanctuaire, puisque 10 cho de rizières Bugaku avaient été allouées par le gouvernement provincial pour la tenue des festivals Hokke et Sakura ». Le monument en pierre situé devant le sanctuaire explique comment le festival est devenu connu du public sous le nom de « Festival des cerisiers en fleurs de Ninomiya » parce que les habitants venaient adorer les dieux et admirer les cerisiers en fleurs. Plus tard, le sanctuaire est venu à être vénéré comme le Ninomiya de la province d'Awaji, et tant la cour impériale que le gouvernement militaire sont devenus profondément révérés. Dans le passé, ce festival Sakura-e avait lieu le 10 mars, mais selon Les Dieux du Japon - Sanctuaires et Sites Sacrés - 3 Settsu, Kawachi, Izumi, et Awaji, il a été interrompu à un moment donné.
Selon Dieux Japonais - Sanctuaires et Sites Sacrés - 3, Settsu, Kawachi, Izumi, Awaji, en juillet 1289, le moine Ippen Shonin a visité le sanctuaire, a composé un poème, l'a écrit sur une tablette en bois, et l'a cloué à l'avant du bâtiment principal du sanctuaire. Il est dit que cette tablette en bois était toujours là lorsque Shōkai, l'éditeur de Ippen Hijiri-e, a visité le temple après la mort d'Ippen. Le livre dit également que lorsque Ippen Shonin a appris que la divinité du sanctuaire était Izanami-no-Mikoto, il a offert des prières ferventes, et a même construit une hutte devant le sanctuaire, a effectué des nembutsu dansants, et a distribué des morceaux de papier sur lesquels étaient écrits les mots Namu Amida Butsu.
Selon l'Ordre des services commémoratifs du temple et de la montagne de la province d'Awaji, l'un des « Documents Gokokuji », des spectacles de bugaku (danse traditionnelle) ont été offerts au sanctuaire par des musiciens de Kashu Hachiman (Kashu Hachiman, ville de Minamiawaji). Selon Dieux japonais – Sanctuaires et sites sacrés – 3 Settsu, Kawachi, Izumi et Awaji, cela a eu lieu pendant la période Muromachi.
Durant la période Edo, la province d'Awaji devient un fief du domaine de Tokushima, et le clan Hachisuka avait également une foi profonde en ce sanctuaire, faisant don de deux terres au sanctuaire en 1702 (Genroku 15). Depuis lors, il est vénéré comme lieu de prière depuis des générations et les bâtiments du sanctuaire ont été rénovés à plusieurs reprises. En plus de la reconstruction de la salle principale, d'autres constructions, comme la construction d'autres salles en 1829 et 1843, furent réalisées jusqu'à l'abolition du système han et la création de préfectures après la restauration Meiji.
À cause de la séparation de Shinto et Bouddhisme en 1868, les salles Kannon et Yakushi du temple Yamato-ji, importantes pour le pèlerinage d'Awaji, ont été retirées de l'enceinte du sanctuaire.
En 1873, selon l'ancien système de classement des sanctuaires, il fut classé sanctuaire préfectoral, et en 1877, la salle principale et les autres bâtiments furent tous nouvellement construits grâce aux fonds du comté provenant des croyants de tout Mihara-gun (en).
Quand le grand tremblement de terre de Hanshin-Awaji s'est produit, le 17 janvier 1995, la porte torii, érigée il y a environ 400 ans, a été endommagée irrémédiablement. En décembre 1998, les paroissiens des districts de Somori, Kamihata, Shimohata, Matsuda et Yamadokoro ont construit une nouvelle porte.

## Festivals
- 11 février: Kenkoku kinen no hi
- 17 février Festival de Kinen-sai
- 1er avril Festival Reisai
- 18 juillet Festival d'été
- 12 novembre Festival Niiname-no-Matsuri

## Biens culturels

### Bien culturel désigné par la préfecture de Hyogo
- Biens culturels importants (biens culturels matériels)
  - Sceau de la société Yamato
Selon Dieux japonais - Sanctuaires et sites sacrés - 3, Settsu, Kawachi, Izumi, Awaji[1], le sceau est un vieux sceau en bronze qui a été découvert dans l'enceinte du temple pendant l'ère Hoei, mesurant 5,5 cm2 et gravé avec les mots « Sceau du sanctuaire Yamato ». Selon le livre, cela remonterait au début de la période Heian.